# Episodi di Senza identità (prima stagione)
La prima stagione della serie televisiva spagnola Senza identità (Sin identidad), composta da 9 episodi, è stata trasmessa su Antena 3 dal 13 maggio al 10 luglio 2014.
In Italia la stagione è stata rimontata in 7 episodi, ed è stata trasmessa ogni venerdì in prima serata su Canale 5 dal 12 dicembre 2014 al 23 gennaio 2015.
| nº | Titolo originale                   | Prima TV Spagna | Ascolti Spagna | Ascolti Spagna | nº | Titolo italiano | Prima TV Italia  |
| nº | Titolo originale                   | Prima TV Spagna | Telespettatori | Share          | nº | Titolo italiano | Prima TV Italia  |
| -- | ---------------------------------- | --------------- | -------------- | -------------- | -- | --------------- | ---------------- |
| 1  | Mitad y mitad                      | 13 maggio 2014  | 4 931 000      | 25,7%          | 1  | Prima puntata   | 12 dicembre 2014 |
| 2  | La solución a mis problemas        | 20 maggio 2014  | 3 948 000      | 21,4%          | 1  | Prima puntata   | 12 dicembre 2014 |
| 2  | La solución a mis problemas        | 20 maggio 2014  | 3 948 000      | 21,4%          | 2  | Seconda puntata | 19 dicembre 2014 |
| 3  | Una luz al final del túnel         | 27 maggio 2014  | 3 494 000      | 18,5%          | 2  | Seconda puntata | 19 dicembre 2014 |
| 3  | Una luz al final del túnel         | 27 maggio 2014  | 3 494 000      | 18,5%          | 3  | Terza puntata   | 26 dicembre 2014 |
| 4  | El enemigo en casa                 | 3 giugno 2014   | 3 553 000      | 19,3%          | 3  | Terza puntata   | 26 dicembre 2014 |
| 4  | El enemigo en casa                 | 3 giugno 2014   | 3 553 000      | 19,3%          | 4  | Quarta puntata  | 2 gennaio 2015   |
| 5  | Mi otra vida                       | 10 giugno 2014  | 3 591 000      | 19,9%          | 4  | Quarta puntata  | 2 gennaio 2015   |
| 5  | Mi otra vida                       | 10 giugno 2014  | 3 591 000      | 19,9%          | 5  | Quinta puntata  | 9 gennaio 2015   |
| 6  | La sombra del diablo               | 17 giugno 2014  | 3 555 000      | 20,7%          | 5  | Quinta puntata  | 9 gennaio 2015   |
| 6  | La sombra del diablo               | 17 giugno 2014  | 3 555 000      | 20,7%          | 6  | Sesta puntata   | 16 gennaio 2015  |
| 7  | Excusatio non petita               | 24 giugno 2014  | 3 144 000      | 17,1%          | 6  | Sesta puntata   | 16 gennaio 2015  |
| 8  | Alfiles y peones sin reina         | 3 luglio 2014   | 3 272 000      | 19,8%          | 7  | Settima puntata | 23 gennaio 2015  |
| 9  | Mañana, cuando la venganza empiece | 10 luglio 2014  | 2 893 000      | 18,8%          | 7  | Settima puntata | 23 gennaio 2015  |

## Prima puntata
- Ascolti Italia: telespettatori 4 439 000 – share 19,16%.[6]

## Seconda puntata
- Ascolti Italia: telespettatori 4 110 000 – share 18,51%.[7]

## Terza puntata
- Ascolti Italia: telespettatori 3 412 000 – share 13,78%.[8]

## Quarta puntata
- Ascolti Italia: telespettatori 3 955 000 – share 15,68%.[9]

## Quinta puntata
- Ascolti Italia: telespettatori 3 771 000 – share 15,17%.[10]

## Sesta puntata
- Ascolti Italia: telespettatori 3 493 000 – share 13,6%.[11]

## Settima puntata
- Ascolti Italia: telespettatori 4 094 000 – share 15,91%.[12]